# 皮埃尔·弗林姆兰
皮埃尔·弗林姆兰（法語：Pierre Pflimlin，法語發音：[pjɛʁ flimlɛ̃]；1907年2月5日—2000年6月27日）法国基督教民主主义政治家，第二次世界大戰後在政壇上漸露頭角，曾多次被委任入閣，先後擔任農業部、海外部和經濟和財政部部長。1958年短暂担任法兰西第四共和国总理，同年被戴高乐取代。
弗林姆蘭於60年代和80年代亦分別擔任歐洲委員會議會和歐洲議會領袖。

## 生平
1907年生於法國北部省魯貝市，於巴黎天主教大學及史特拉斯堡大學攻讀法律，後獲法學博士學位，1933年起成為律師，直至1939年從軍為止， 弗林姆蘭後來加入基督教民主主義政黨人民共和運動（MRP），於1945年當選下萊茵省選區國會議員。
弗林姆蘭出身阿爾薩斯政壇，跟他人民共和運動黨友羅貝爾·舒曼一同提倡加強法德關係。 在第四共和時期，他擔任農業部長（1947–1949和1950–1951）和經濟和財政部長（1955–1956和1957–1958）等政府要職。 1958年5月，弗林姆蘭獲時任總統勒內·科蒂邀請組閣。

### 法國總理
1958年5月13日，法國國民議會確認弗林姆蘭的總理提名，但同一天法屬阿爾及利亞首府阿爾及爾爆發騷亂，部分法國僑民和駐當地陸軍將領們擔心弗林姆蘭會向阿爾及利亞民族主義者妥協，繼而失去法國對阿爾及利亞的控制，最後陸軍將領們拒絕承認弗林姆蘭政府，並計劃於首都巴黎發動兵變，騷亂爆發後半個月後弗林姆蘭被迫辭任閣揆。

### 第五共和
6月1日，戴高樂接替弗林姆蘭出任法國總理，但弗林姆蘭留任部長直至1959年。1962年獲總理龐比度任命為合作部部長， 但最後因在歐洲一體化路線上和戴高樂出現分歧，與其他同屬人民共和運動的內閣成員集體請辭。
1959年至1983年，弗林姆蘭連續二十三年擔任史特拉斯堡市長，更於60年代中和80年代中先後出任歐洲委員會議會主席和歐洲議會議長。

### 晚年
弗林姆蘭於1989年卸任歐洲議會議員，返回史特拉斯堡安享晚年。2000年弗林姆蘭逝世，死後與妻子同葬於史特拉斯堡聖加侖墓園。